# 山梨県小学校一覧
| 総数                        | 172校・5分校     |
| 国立                        | 1校              |
| 公立                        | 167校・5分校     |
| 私立                        | 4校              |
| 教育委員会所在地            | 〒400-8501       |
| 山梨県甲府市丸の内一丁目6-1 |                  |
| 公式サイト                  | 山梨県教育委員会 |

山梨県小学校一覧（やまなしけんしょうがっこういちらん）は、山梨県の小学校の一覧。

## 国立小学校
- 山梨大学教育学部附属小学校

## 公立小学校

### 甲府市
- 甲府市立相川小学校
- 甲府市立朝日小学校
- 甲府市立池田小学校
- 甲府市立石田小学校
- 甲府市立伊勢小学校
- 甲府市立大国小学校
- 甲府市立大里小学校
- 甲府市立貢川小学校
- 甲府市立甲運小学校
- 甲府市立国母小学校
- 甲府市立里垣小学校
- 甲府市立新紺屋小学校
- 甲府市立新田小学校
- 甲府市立玉諸小学校
- 甲府市立千塚小学校
- 甲府市立千代田小学校
- 甲府市立中道北小学校
- 甲府市立中道南小学校
  - 桜木分校
- 甲府市立羽黒小学校
- 甲府市立東小学校
- 甲府市立北新小学校
- 甲府市立舞鶴小学校
- 甲府市立山城小学校
  - 山城小分校
- 甲府市立湯田小学校
- 甲府市立善誘館小学校

### 富士吉田市
- 富士吉田市立下吉田第一小学校
- 富士吉田市立下吉田第二小学校
- 富士吉田市立下吉田東小学校
- 富士吉田市立明見小学校
- 富士吉田市立吉田小学校
  - 吉田小分校
- 富士吉田市立吉田西小学校
- 富士吉田市立富士小学校

### 都留市
- 都留市立旭小学校
- 都留市立谷村第一小学校
- 都留市立谷村第二小学校
- 都留文科大学附属小学校
- 都留市立東桂小学校
- 都留市立宝小学校
- 都留市立禾生第一小学校
- 都留市立禾生第二小学校

### 山梨市
- 山梨市立加納岩小学校
- 山梨市立岩手小学校
- 山梨市立後屋敷小学校
- 山梨市立山梨小学校
- 山梨市立日下部小学校
- 山梨市立日川小学校
- 山梨市立八幡小学校
- 山梨市立笛川小学校

### 大月市
- 大月市立初狩小学校
- 大月市立大月東小学校
- 大月市立七保小学校
- 大月市立猿橋小学校
- 大月市立鳥沢小学校

### 韮崎市
- 韮崎市立穂坂小学校
- 韮崎市立甘利小学校
- 韮崎市立韮崎北西小学校
- 韮崎市立韮崎北東小学校
- 韮崎市立韮崎小学校

### 南アルプス市
- 南アルプス市立八田小学校
- 南アルプス市立白根源小学校
- 南アルプス市立白根飯野小学校
- 南アルプス市立白根東小学校
- 南アルプス市立白根百田小学校
- 南アルプス市立芦安小学校
- 南アルプス市立若草小学校
- 南アルプス市立若草南小学校
- 南アルプス市立小笠原小学校
- 南アルプス市立櫛形北小学校
- 南アルプス市立櫛形西小学校
- 南アルプス市立豊小学校
- 南アルプス市立落合小学校
- 南アルプス市立大明小学校
- 南アルプス市立南湖小学校

### 北杜市
- 北杜市立明野小学校
- 北杜市立須玉小学校
- 北杜市立泉小学校
- 北杜市立小淵沢小学校
- 北杜市立白州小学校
- 北杜市立武川小学校
- 北杜市立高根西小学校
- 北杜市立高根東小学校
- 北杜市立長坂小学校

### 笛吹市
- 笛吹市立石和南小学校
- 笛吹市立石和北小学校
- 笛吹市立富士見小学校
- 笛吹市立石和東小学校
- 笛吹市立石和西小学校
- 笛吹市立御坂西小学校
- 笛吹市立御坂東小学校
- 笛吹市立一宮西小学校
- 笛吹市立一宮南小学校
- 笛吹市立一宮北小学校
- 笛吹市立八代小学校
- 笛吹市立境川小学校
- 笛吹市立春日居小学校
- 笛吹市立芦川小学校

### 甲斐市
- 甲斐市立竜王小学校
- 甲斐市立竜王南小学校
- 甲斐市立竜王西小学校
- 甲斐市立竜王北小学校
- 甲斐市立竜王東小学校
- 甲斐市立敷島小学校
- 甲斐市立敷島南小学校
- 甲斐市立敷島北小学校
- 甲斐市立双葉東小学校
- 甲斐市立双葉西小学校
- 甲斐市立玉幡小学校

### 上野原市
- 上野原市立上野原西小学校
- 上野原市立島田小学校
- 上野原市立上野原小学校
- 上野原市立秋山小学校

### 甲州市
- 甲州市立井尻小学校
- 甲州市立祝小学校
- 甲州市立塩山南小学校
- 甲州市立塩山北小学校
- 甲州市立奥野田小学校
- 甲州市立玉宮小学校
- 甲州市立松里小学校
- 甲州市立大藤小学校
- 甲州市立神金小学校
- 甲州市立勝沼小学校
- 甲州市立東雲小学校
- 甲州市立菱山小学校
- 甲州市立大和小学校
- 甲州市立神金第二小学校（休校中）

### 中央市
- 中央市立田富小学校
- 中央市立田富北小学校
- 中央市立田富南小学校
- 中央市立三村小学校
- 中央市立玉穂南小学校
  - 下河東分校
- 中央市立豊富小学校

### 西八代郡
- 市川三郷町立市川小学校
- 市川三郷町立市川東小学校
- 市川三郷町立市川南小学校
- 市川三郷町立上野小学校
- 市川三郷町立大塚小学校
- 市川三郷町立六郷小学校

### 南巨摩郡
- 早川町立早川南小学校
- 早川町立早川北小学校
- 身延町立身延清稜小学校
- 身延町立下山小学校
- 身延町立身延小学校
- 南部町立栄小学校
- 南部町立睦合小学校
- 南部町立富沢小学校
- 富士川町立増穂小学校
- 富士川町立増穂南小学校
- 富士川町立鰍沢小学校

### 中巨摩郡
- 昭和町立押原小学校
- 昭和町立西条小学校
- 昭和町立常永小学校

### 南都留郡
- 道志村立道志小学校
- 西桂町立西桂小学校
- 忍野村立忍野小学校
- 山中湖村立山中小学校
- 山中湖村立東小学校
- 鳴沢村立鳴沢小学校
- 富士河口湖町立船津小学校
- 富士河口湖町立小立小学校
- 富士河口湖町立大石小学校
- 富士河口湖町立河口小学校
- 富士河口湖町立勝山小学校
- 富士河口湖町立西浜小学校
- 富士河口湖町立大嵐小学校
- 富士河口湖町立富士豊茂小学校

### 北都留郡
- 小菅村立小菅小学校
- 丹波山村立丹波小学校

## 私立小学校

### 甲府市
- 駿台甲府小学校
- 山梨学院小学校

### 南アルプス市
- 南アルプス子どもの村小学校

### 南都留郡

#### 富士河口湖町
- 素和美小学校